# Clóvis Fernandes
 (mars 2019).
Si vous disposez d'ouvrages ou d'articles de référence ou si vous connaissez des sites web de qualité traitant du thème abordé ici, merci de compléter l'article en donnant les références utiles à sa vérifiabilité et en les liant à la section « Notes et références ».
Pour les articles homonymes, voir Fernandes.
Clóvis Acosta Fernandes (4 octobre 1954 - 16 septembre 2015) était un supporter brésilien de football connu sous le nom de « Gaúcho da Copa ».

## Biographie
Clóvis Fernandes était un homme d'affaires de Porto Alegre dans le sud du Brésil où il est né, plus exactement à Bagé.
Il s’est rendu à plus de 150 matchs nationaux depuis l'édition de 1990 de la Coupe du monde de la FIFA avec l’équipe du Brésil, édition qui se déroule en Italie. Au total, il s’est rendu dans plus de 60 pays différents.
Il se décrivait lui-même en rigolant comme le « 12e joueur » de sa sélection.
Sa marque de fabrique était une réplique du trophée de la coupe du monde qu’il a toujours gardée avec lui. Il a aussi supporté son équipe lors de la coupe des confédérations.
Durant les années 1990, il fonde la fanbase « Gaúchos da Copa ». Déjà connu en Amérique du Sud, il est devenu connu mondialement après la demi-finale de la Coupe du monde 2014 entre le Brésil et l’Allemagne, pour les images le montrant après la défaite, en train de pleurer avec son trophée entre les bras. Après le match, il a donné son trophée, qu’il gardait depuis de longues années pendant tous ses matchs à un supporter allemand, qui la lui rendit le match suivant.
Un an plus tard, il se rendit au Chili pour la Copa América 2015, où il espérait voir son équipe gagner mais la sélection brésilienne ne dépassa pas les quarts de finale.
Le 16 septembre 2015, Fernandes est mort des suites d'un cancer à Porto Alegre, à l’âge de 60 ans,.
Pour rendre hommage à leur père, ses fils se rendent en Russie lors de la Coupe du monde de la FIFA 2018, apportant avec eux la réplique de la coupe.